# Paleis van Baltsjik
Het paleis van Baltsjik en zijn botanische tuin ligt ongeveer 2km ten zuidwesten van het centrum van de stad Baltsjik in Bulgarije.
Het gebouw werd opgetrokken aan de Zwarte Zeekust toen dit gedeelte van Bulgarije deel uitmaakte van het toenmalige Koninkrijk Roemenië. Het beslaat in totaal 19 hectare.

## Geschiedenis
Tijdens het Interbellum maakte de zuidelijke Dobroedzja deel uit van Roemenië en bezocht de toenmalige koning Ferdinand en koningin Marie dit nieuw verkregen gebied. De koningin verloor er haar hart en besloot er grond op te kopen met het doel er een zomerresidentie te bouwen. Het complex werd ontworpen door twee Italiaanse architecten, Augustino en Americo, dit met zowel Ottomaanse, Bulgaarse en Bahai-elementen in het ontwerp. Het complex bestaat uit een residentie voor de koningin zelf, haar familie, de hofhouding en gebouwen voor het onderhoud van het park.

## Botanische tuin
Nadat de zuidelijke Dobroedzja terug in Bulgaarse handen kwam, werd er in het park een botanische tuin aangelegd, vooral om studenten aan de universiteit kennis te laten maken met uitheemse soorten om er kennis mee op te doen. Tegenwoordig is de tuin nog steeds eigendom van de Universiteit van Sofia. Men kan er meer dan 2000 verschillende plantensoorten vinden, behorend tot 85 soorten van 200 geslachten. Een van de rijkste collecties die er te bezichtigen is, is de cactustuin.